# Маевский, Казимир
Казимир-Владислав Маевский (пол. Kazimierz Władysław Majewski; 25 марта 1903, Бережаны — 27 июля 1981, Варшава) — польский историк, археолог. Доктор истории (1935), профессор (1939). Действительный член Польской АН (1966) и Польского археологического общества.

## Биография
Родился в г. Бережаны. Учился в гимназии в Бережанах и Львове. Окончил Львовский университет, работал в нем до сентября 1939 года на кафедре археологии. В 1930-е гг провел археологические раскопки на Балканах, в Италии и Франции, исследовал культуру античной эпохи. В 1939-1941 гг. — профессор, заведующий кафедрой истории Древнего мира Львовского университета и старший научный сотрудник Львовского отделения Института археологии АН УССР.
С 1945 г. — в Польши: профессор Вроцлавского (1945-1951) и Варшавского (1951-1981) университетов; одновременно — директор (1954), заместитель директора (1954-1969) Института истории материальной культуры Польской АН, основателем которого был. В 1960-е гг занимался археологическими исследованиями в Болгарии. Основал и редактировал ежегодник «Археология» («Archeologia»), главный редактор изданий Польского археологического общества.
Автор более 500 научных и научно-популярных работ, среди них:
- «Эгейская культура» (1933),
- «Фигурная пластика Кікладів» (1949),
- «Римские влияния на славянских землях» (1949),
- «Римские влияния в Польше» (1960),
- «Крот–Эллада–Киклады: У колыбели европейской цивилизации» (1963) и других.